# Pietro di Vercelli
San Pietro di Vercelli (... – Vercelli, 13 febbraio 997) è stato un vescovo cattolico probabilmente tedesco.
È venerato come santo dalla Chiesa cattolica.

## Biografia
Forse di origini tedesche, Pietro I divenne vescovo di Vercelli verso il 978. 
Strinse amicizia con Bononio di Lucedio, che lo liberò dalla prigionia in Egitto, a seguito della sconfitta che Pietro aveva patito in Calabria al seguito dell'imperatore Ottone II nella battaglia di Capo Colonna. In seguito Pietro compì un pellegrinaggio in Terra santa e, dopo un soggiorno a Costantinopoli, tornò a Vercelli prima del 990.
Continuò ad appoggiare gli imperatori tedeschi e ciò indispettì Arduino, marchese d'Ivrea, che desiderava sottrarsi dalla soggezione all'imperatore; egli era inviso anche da alcuni dei suoi vassalli e alcuni membri del clero diocesano, in quanto tentò di recuperare alcuni dei beni diocesani dissipati e perduti dal predecessore Ingone. Il 13 febbraio 997 assediò Vercelli e uccise, secondo la leggenda, personalmente il vescovo. Dopo il delitto Arduino diede alle fiamme il duomo di Vercelli, in modo da far cessare il culto che era nato attorno alla tomba di Pietro. Non solo il culto non cessò, ma lo stesso Arduino, che sarà sepolto all'abbazia di Fruttuaria accompagnato dalla venerazione di qualcuno, subirà la stessa sorte, quando il vescovo di Ivrea ordinerà di disperderne i resti.
Gli succedette Adalberto e, dopo di lui, Leone, acerrimo nemico di Arduino d'Ivrea.

## Culto
La memoria di Pietro è presente nel calendario liturgico dell'arcidiocesi di Vercelli al 13 febbraio. Il Martyrologium Romanum non ne fa menzione. 